# Міхел Валке
Міхел Валке (нід. Michel Valke, нар. 25 серпня 1959, Звейндрехт) — нідерландський футболіст, що грав на позиції півзахисника, зокрема за клуби ПСВ[прояснити] та «Спарту» (Роттердам), а також за національну збірну Нідерландів.
Дворазовий чемпіон Нідерландів.

## Клубна кар'єра
У дорослому футболі дебютував 1976 року виступами за роттердамську «Спарту», в якій провів три сезони, взявши участь у 64 матчах чемпіонату. 
Своєю грою за цю команду привернув увагу представників тренерського штабу клубу ПСВ, до складу якого приєднався 1979 року. Відіграв за команду з Ейндговена наступні три сезони своєї ігрової кар'єри. Більшість часу, проведеного у складі ПСВ, був основним гравцем команди.
Сезон 1982/83 років захищав кольори «Феєнорда», після чого ще на чотири роки повернувся до ПСВ. За цей час двічі виборював титул чемпіона Нідерландів.
Згодом протягом сезону 1987/88 років грав у Франції, де захищав кольори «Ліона».
З 1988 року знову, цього разу протягом шести сезонів захищав кольори клубу «Спарта» (Роттердам), а завершував ігрову кар'єру у команді «Дордрехт», за яку виступав протягом 1994—1996 років.

## Виступи за збірну
1979 року дебютував в офіційних матчах у складі національної збірної Нідерландів.
Загалом протягом кар'єри у національній команді, яка тривала 8 років, провів у її формі 16 матчів.

## Титули і досягнення
- Чемпіон Нідерландів (2):

ПСВ: 1985-1986, 1986-1987